# Historia de los hititas

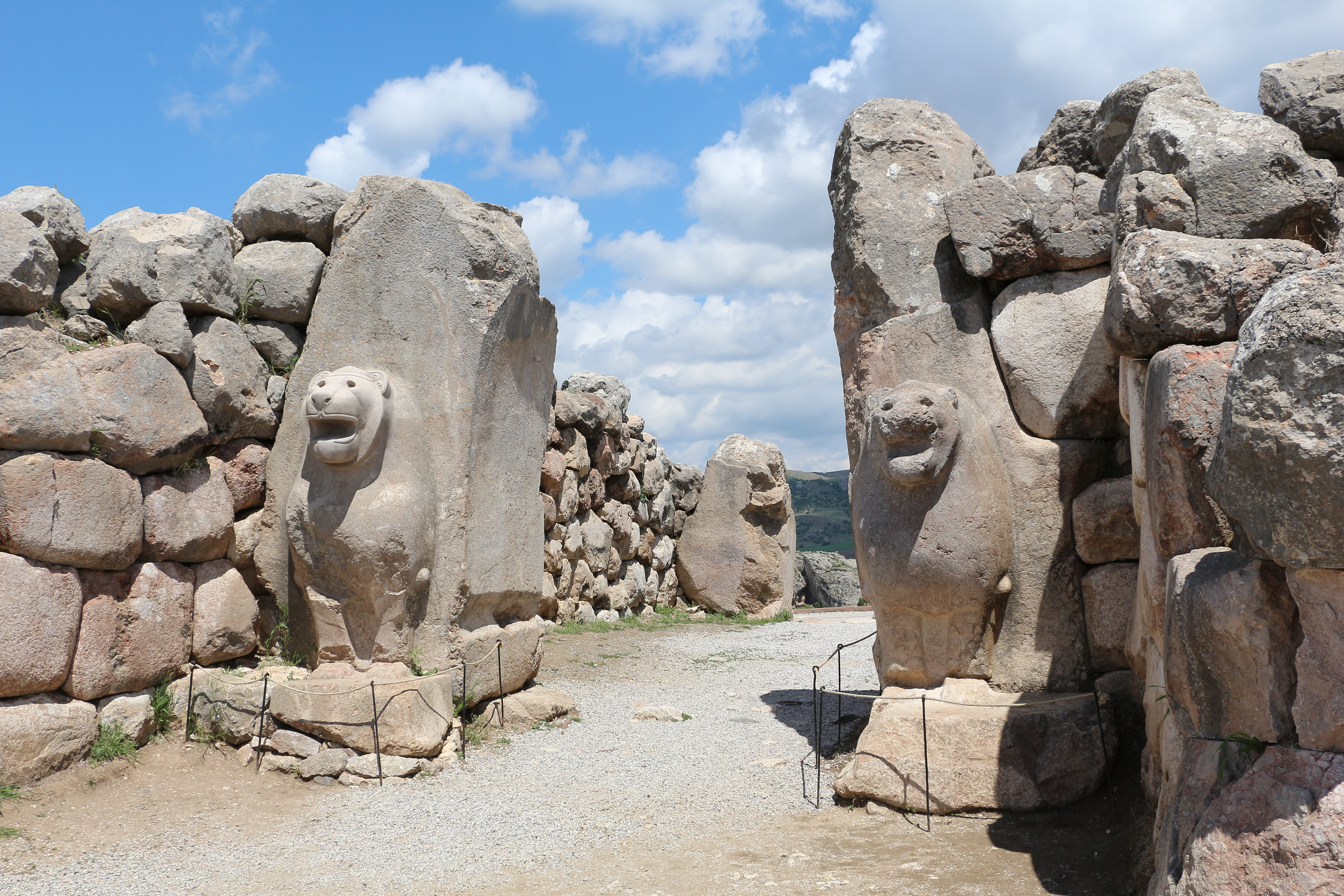
Ruinas de la Puerta del León en Hattusa, la capital hitita en el actual Boğazköy, Turquía

La historia de los hititas es la de este pueblo de la Antigüedad asentado en la península de Anatolia. Alrededor del siglo XVIII a. C. fundaron un reino con capital en Hattusa, que, con el tiempo, llegó a convertirse en una de las grandes potencias de Oriente Próximo, junto a Babilonia, Mitani, Egipto y Asiria. En el siglo XIII a. C., el momento de su máxima expansión, ocupó prácticamente toda Anatolia y partes importantes de Chipre, Siria y Mesopotamia. Los hititas desaparecieron bruscamente de la historia durante la embestida de los pueblos del mar, aproximadamente en 1200 a. C.
Tradicionalmente, la historia hitita se ha dividido en tres partes: el Reino Antiguo, donde edificaron un poderoso reino, el Reino Medio, una etapa bastante oscura y con cierta decadencia, y el Reino Nuevo, donde alcanzan la categoría de imperio y su máxima expansión. En la actualidad se dispone de suficiente información para desechar la existencia del Reino Medio, prefiriéndose hablar de una etapa oscura o de decadencia, anterior al Reino Nuevo.

## Anatolia central al comienzo del II milenio a.C.
La situación en Anatolia para la época de la que disponemos documentación, gracias a los restos arqueológicos de comerciantes asirios, es bastante complicada. Por un lado, parece existir una cultura nativa, de lengua no indoeuropea, representada por los hatianos. Esta se caracteriza por una civilización urbana refinada, de la que se conservan numerosos vestigios en Hacilar, Çatal Hüyük y Alisar.
Sin embargo, junto a esta cultura aparece otra, que sí usa lenguas indoeuropeas, particularmente en la ciudad de Nesa. No se sabe si estos elementos indoeuropeos se corresponden con la migración de algún pueblo distinto al hattiano. Se ha especulado que puede ser el hitita. La teoría más común sobre su origen es tribus de habla indoeuropea emigraron de Europa a Anatolia. Su llegada en la prehistoria fue la de una cultura más poderosa que se impuso sobre la nativa, o bien mediante conquistas o bien mediante una asimilación paulatina.
Es posible que los elementos indoeuropeos estén relacionados con la cultura de los kurganes (del ruso kourga, que describe las tumbas de la élite de esta cultura), del V milenio a. C., que con toda probabilidad hablaba una lengua próxima al indoeuropeo original, y se extendía por las llanuras entre el Dnieper y el Volga.
Algunos historiadores, como Collin Renfrew, creen sin embargo que los indoeuropeos llegaron a Anatolia por el este. Otros especialistas sostienen incluso que no hubo una influencia cultural indoeuropea más allá del idioma nesita, y que existe una evidente continuidad entre los primitivos asentamientos de Çatal Hüyük y la civilización posterior.
Independientemente del origen de este complejo escenario, parece claro que a partir del II milenio a. C., el nesita se convierte en la lengua de las cortes de Anatolia central. Las diversas culturas, indoeuropeas o no, se acaban fusionando en una serie de principados políticos.

## Influencia asiria y formación del reino hitita
Durante los primeros siglos del II milenio a. C., los asirios, destacados comerciantes, inundaron Anatolia de pequeñas colonias mercantiles, centralizadas en la ciudad de Nesa, que ellos llamaban Kanesh.
Importaron materiales como el bronce, escasos en Asia Menor. La situación política era fragmentada, con numerosos principados, pero suficientemente estable como para asegurar un marco legal útil para los asirios.
Poco se sabe sobre estos reinos. Parece ser que Nesa perdió la preeminencia momentáneamente a manos de otra ciudad, Mama, e incluso fue destruida, pero, recolonizada, tardó poco en recuperar la hegemonía, solo para perderla de nuevo a manos de Pithana de Kussara y su hijo Anitta.
Anitta edificó un pequeño imperio, conquistando numerosos reinos (entre ellos, la ciudad de Hattusa que destruyó totalmente y sobre la que lanzó un anatema). Su imperio fue el precursor de los hititas, ya que aún después de su muerte, cuando la ciudad de Hattusa fue reconstruida (bajo Hattusili I), los monarcas hititas afirman descender de la casa de Kussara.
Aparte de Anitta, existen referencias a dos posibles antecesores de los hititas, Tudhaliya y Pu-Sarruma, pero nada se sabe sobre ellos.

## El Reino Antiguo

Localización de los principales sitios de la Anatolia hitita.

El Reino Antiguo duró del 1680 al 1430 a. C. Se corresponde con las fases iniciales del reino de Hattusa, que pasó de ser un pequeño principado a potencia con intereses en Asia Menor y Siria. En el último siglo de este periodo cedió sin embargo poder y protagonismo a Mitani.

### Los inicios del reino de Hattusa
La mayor parte de lo que se sabe de los reyes de los hititas se debe a uno de ellos, Telepinu, que escribió 150 años después del inicio de este periodo un edicto encaminado a justificar la necesidad de sus reformas. Este constaba de una introducción histórica al origen del poder hitita, en la que se menciona a tres monarcas: Labarna, Hattusili I y Mursili I.
Se desprende de este documento que el verdadero fundador del imperio hitita fue Labarna.  agrupó a las diferentes ciudades-estado y los pequeños reinos bajo una autoridad central y ensanchó las fronteras del recién creado reino hacia el oeste y hacia los mares Negro y Mediterráneo. También es posible que consolidara la institución de la monarquía al dictar disposiciones que garantizaran la sucesión. El nombre de Labarna se usó con posterioridad como sinónimo de "rey", lo que ha llevado a algunos historiadores a dudar de su existencia.
Su hijo Hattusili I pudo apoyarse en la base política que Labarna le legó, para lanzar numerosas campañas militares, principalmente contra el reino de Alepo y contra los hurritas. Por otra parte, estableció en Hattusa la capital de los hititas, que se iba a mantener en esa ciudad hasta el final del imperio (excepto durante un breve periodo del Reino Nuevo). Hattusili, en un testamento que se ha conservado, repudió a su hijo, y nombra sucesor a Mursili I, su nieto, a quien también nombra hijo adoptivo.
Mursili I estrechó los lazos que unían a las ciudades-estado e incorporó estos al reino hitita, de tal modo que puede ser considerado como el principal artífice de lo que sería el imperio arcaico o reino antiguo. Expandió aún más las fronteras. A modo de venganza, conquistó Alepo (en cuya empresa había fracasado Hattusili), y derrotó a los hurritas.
Estas victorias convirtieron al reino hitita en una de las potencias de Oriente Próximo, hasta el punto de que, una vez conquistada Alepo (1595 a. C.), Mursili encabezó una expedición contra la ciudad de Babilonia, que tomó y saqueó. Esa empresa fue más sorprendente que efectiva, pues la distancia impedía cualquier intento de control efectivo. Tras su marcha, el control de Babilonia pasó a manos de los casitas, posibles aliados de los hititas, lo que provocó la caída de los amorreos.
En 1590 a. C., poco después de su regreso, muere asesinado a manos de su cuñado, Hantili I, primero de una serie de reyes de los que poco se sabe: Hantili I, Zidanta I, Ammuna y Huzziya I. Durante esta época el país de Hatti, debido al poder y prestigio consolidados por Mursili, se mantuvo sin grandes modificaciones ni peligros, excepto en Siria, donde el creciente poderío de Mitani amenazaba las posiciones hititas. Además, durante esta época hacen su primera aparición documentada los kaskas, un conjunto de tribus bárbaras situadas al norte de Hattusa que se convirtieron durante toda la historia hitita en una permanente amenaza para la capital, que los hititas nunca fueron capaces de destruir totalmente.

#### Telepinu
Estos contratiempos obtuvieron respuesta con la llegada al poder de Telepinu (1525-1500 a. C.), que destaca, entre otras cosas, por la documentación del sistema hereditario, con el que se proponía acabar con la anarquía de sus inmediatos antecesores. Según el Edicto de Telepinu, la sucesión quedaba asegurada por el ascenso automático al trono del heredero varón escogido por el rey; la garantía del cumplimiento la tenía el panku, o Consejo de Nobles. Junto a este edicto, Telepinu hizo la primera gran codificación de las leyes hititas, que destacaban por la benignidad de los castigos y las numerosas innovaciones jurídicas.

### La sociedad hitita del Reino Antiguo
Uno de los elementos más importantes de la monarquía hitita era el ya mencionado pankus, al cual Telepinu aseguró el derecho a la jurisdicción incluso ante el propio rey, ya que podía condenar a muerte a cualquier rey si se demostraba que este planeaba el asesinato de algún familiar. A diferencia del resto de dinastías de la zona, los reyes hititas no se atribuían una estirpe divina, de modo que el pankus también tenía una función legitimadora de la monarquía.
Gran parte de la población hitita de la época estaba compuesta por personas libres que trabajaban alrededor de aldeas administradas por un consejo de ancianos que tenía fundamentalmente una función de carácter jurídico. Estas instituciones, a cambio de gozar de cierta autonomía, estaban obligadas a contribuir con mano de obra al rey.
La estructura económica giraba en torno a los templos y palacios, que actuaban como centros coordinadores de la actividad comercial y artesanal. Los artesanos trabajaban a cambio de ser alimentados, motivo por el cual el palacio debía disponer de excedente agrícola, necesario para el funcionamiento de la economía hitita, hasta el punto de que a veces se recurría a colonos militares para garantizarlo.

## El periodo medio
Durante los años que siguen al reinado de Telepinu, se produce una disminución del poderío hitita. El gobierno estuvo en manos de reyes que no pudieron evitar el ascenso y consolidación del poder de Mitanni, que llegó a constituir una seria amenaza para el imperio hitita, arrebatándole diversos territorios en Siria.
Junto a esta relativa decadencia, se constata una escasez de documentación que impide conocer casi nada acerca de los reyes de la época (Alluwamna, Tahurwaili, Hantili II, Zidanta II, Huzziya II y Muwatalli I), aunque parece posible constatar que hubo una continua lucha por el trono y numerosos desórdenes dinásticos.

## El Reino Nuevo
El Reino Nuevo es el periodo que va de 1430 a 1200 a. C., en el cual el imperio hitita alcanzó su máxima extensión y poderío, que mantuvo hasta la irrupción de los pueblos del mar, momento en el cual desapareció de la historia.

### Nuevas armas: la equitación y el carro de combate

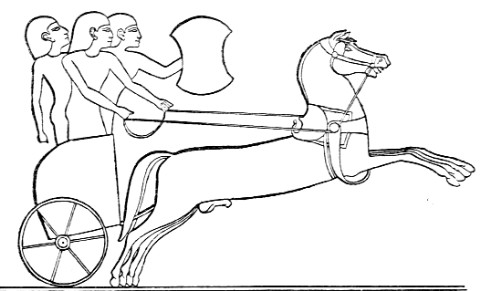
Carro hitita, según un relieve egipcio de la época de la XIX dinastía.

Durante esta época, empezó a desarrollarse en Irán y Asia Central la equitación. Unida al carro ligero de combate (o carro de guerra), esta revolucionó el campo de batalla al proporcionar una nueva movilidad a todos los ejércitos. El carro de combate se convirtió en el arma principal de los hititas durante el Imperio nuevo, como ocurrió en el resto de reinos de Oriente Próximo.
Los carros hititas, de dos ruedas de seis radios, estaban tirados por dos caballos, y eran manejados por lo que hoy conocemos como auriga. Sus ocupantes disparaban flechas antes de la carga, durante la cual usaban lanzas. En las ruinas de Hattusa se han encontrado unas tablillas que contienen el manual de hipología más antiguo de entre todos los conservados. El texto está firmado por "kikkuli", del país de Mitani, por lo que se considera que algún rey hitita habría tomado el servicio de un hurrita para que le enseñara la técnica de la equitación.

### Las conquistas de Suppiluliuma I
Tras el asesinato de Muwatalli I, su sucesor Tudhaliya I/II asienta las bases del nuevo imperio. Tras sofocar una serie de rebeliones y frenar la amenaza kaska, comenzó a recuperar terreno frente a Mitani, alcanzando Alepo. Arnuwanda I intentó proseguir la guerra con Mitani, pero tuvo que enfrentarse a una invasión kaska que sólo pudo ser derrotada en tiempos de Tudhaliya III, quien, a su vez, logró someter gran parte de Anatolia Occidental (a veces llamada Arzawa) al dominio hitita.
Esta expansión permitió, durante el reinado Suppiluliuma I, una campaña militar decisiva contra Mitani, en la que se saqueó su capital. Después de algunos años de guerra, los hititas fueron capaces de apoderarse de gran parte de Mitani y convertir el resto en un estado vasallo. La debilidad de Egipto, Babilonia y una Asiria que comenzaba su renacimiento facilitó a Suppiluliuma convertirse en la mayor potencia de la época, llegando a intentar una alianza matrimonial con Egipto, que fracasó al ser asesinado su hijo.

### La rivalidad con Egipto: la batalla de Qadesh

Esferas de influencia de hititas (rojo) y egipcios (verde) poco antes de la batalla de Qadesh (1274 a. C.).

A la muerte de Suppiluliuma en el 1322 a. C. le sucedió Arnuwanda II, pero este murió a causa de una epidemia un año más tarde, ocupando el trono su hermano mayor, Mursili II. Tan pronto como accedió al trono, se vio obligado a mantener por las armas el legado de su padre. En una campaña de dos años destruyó el poderío de los estados de Arzawa, entre ellos Ahhiyawa, que algunos historiadores identifican con los Aqueos y Micenas, y luego se volvió contra los kaskas, a los que causó daños importantes, alejándolos de Hattusa por un tiempo.
Tras la muerte de Mursili heredó el trono su hijo Muwatalli II, que vio cómo las tensiones acumuladas con Egipto por sus antecesores implicarían con casi toda seguridad una guerra. Como preparación ante las hostilidades, Muwatalli II trasladó la capital a Tarhuntassa y dejó a su hermano Hattusili III a cargo del norte del reino. Con la subida al trono egipcio del ambicioso faraón Ramsés II, la guerra se hizo inevitable y se produjo la batalla de Qadesh, de resultado incierto pero que frenó los intentos de expansión egipcia.

### El resurgir de Asiria

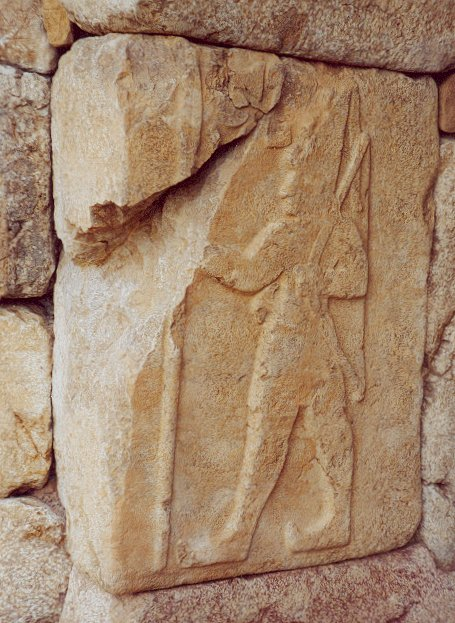
Relieve del último rey hitita, Suppiluliuma II, en Hattusa.

Urhi-Tesub, hijo y sucesor de Muwatalli II, que llevó la capital de nuevo a Hattusa se encontró con que Asiria había aprovechado la lucha entre Egipto y el imperio hitita para ocupar lo que quedaba de Mitani. Para frenar esa amenaza, los hititas intentaron reinstaurar a su vasallo en el trono de Mitani, pero fracasaron. A partir de este momento, Asiria se convertiría en una amenaza constante para el reino hitita.
Hattusili III, hábil militar que destacó por sus grandes éxitos contra los kaskas, logró el trono de su sobrino Urhi-Tesub, probablemente debido al desprestigio de este, pero su usurpación creó una serie de problemas dinásticos que debilitaron todavía más al reino hitita, especialmente cuando Urhi-Tesub buscó refugio en la corte de Ramsés II, faraón con el que posteriormente Hattusili firmaría un tratado de paz. Estas debilidades, junto a la fortaleza de Asiria, dieron lugar a una expansión de esta última, que culminó, en tiempos de Tudhaliya IV, hijo de Hattusili, en la derrota de Nihriya. Los asirios se apoderaron de ricas regiones mineras cerca del imperio hitita, y de Babilonia.

### Desaparición del imperio hitita
Tudhaliya IV fue capaz de recuperarse de la derrota frente a los asirios al reforzar el reino en Asia Menor y en Chipre, alcanzando probablemente la máxima expansión hitita. El trono pasó a sus hijos, primero Arnuwanda III y luego Suppiluliuma II, que tuvieron un comienzo de reinado no muy distinto al resto de los reyes hititas, con revueltas en Arzawa, Siria, Chipre, etc.
Estas revueltas fueron sofocadas, y nada hacía presagiar un reinado muy distinto a Suppiluliuma II. Sin embargo, la aparición por sorpresa de los pueblos del mar (aproximadamente en 1200 a. C.) causó grandes desórdenes en todo el mar Mediterráneo oriental. Estos desórdenes, a los que se unieron las tradicionales invasiones kaskas, no pudieron ser combatidos eficazmente.  Finalmente, sufriendo de una pequeña Edad del Hielo, que causó sequías y consecuentes hambrunas, el reino hitita desapareció de la historia. 
Algunas ramas colaterales de la familia real siguieron conservando reinos de cultura hitita, destacando el de Karkemish en Siria, que no fue conquistado por los asirios hasta el siglo VIII a. C.

### Referencia histórico-general
- Bittel, Kurt (1976). Los Hititas. traducción por José Gil de Ramales. Madrid: Aguilar.
- Bryce, Trevor (1999). The kingdom of the hittites. New York: Oxford U. P.
- Ceram, C. W. (1981). El misterio de los hititas. traducción por Jaime Gascón. Séptima edición. Barcelona: Destino.
- Kurth, Amélie (2000). El Oriente próximo en la antigüedad, c. 3000-330 a. C. traducción por Teófilo de Lozoya. Barcelona: Crítica.
- Macqueen, J. G. (1986). The Hittites: and their contemporaries in Asia Minor. London: Thames and Hudson.
- Loon, Maurits N. van (1985). Anatolia in the second millennium B.C. Leiden: E.J. Brill.
- Sáez Fernández, Pedro (1988). Los Hititas. Madrid: Akal.

### Textos hititas
- Alp, Sedat (1991). Hethitische Briefe aus Masat-Höyük. Ankara: Türk Tarih Kurumu Basimevi.
- Bernabé, Alberto (1979). Textos literarios hititas. Madrid: Editora Nacional.
- García Trabazo, José Virgilio (2002). Textos religiosos hititas. Mitos, plegarias y rituales. colección: Biblioteca de Ciencias Bíblicas y Orientales número 6. Primera edición crítica bilingüe de los textos hititas realizada en España a partir de las ediciones cuneiformes. Madrid: Editorial Trotta. ISBN 978-84-8164-522-4.
- Hagenbuchner, Albertine (1989). Die Korrespondenz der Hethiter. Heidelberg: Winter.
- Kosak, Silvin (1982). Hittite inventory texts: CTH 241-250. Heildelberg: Winter.
- Álvarez-Pedrosa, Juan Antonio (2004). Historia y leyes de los hititas: textos del reino medio y del imperio nuevo. Akal.

- VVAA (2004). «Historia y leyes de los Hititas». Akal.